# ديفون وندسور
ديفون ويندسور (بالإنجليزية: Devon Windsor) (مواليد 7 مارس 1992 في سانت لويس، ميسوري) عارضة أزياء أمريكية. اشتهرت بعملها مع فيكتوريا سيكريت، حيث شاركت في عرض أزيائها السنوي من عام 2013 إلى عام 2018. أطلقت خط ملابس السباحة الخاص بها في عام 2019، بعيدًا عن عرض الأزياء، اتجهت وندسور إلى التلفزيون، حيث ظهرت في برامج مثل "فرقة الموديل" و"ماجستير شيف سيليبريتي شوداون"، وظهرت لأول مرة في فيلم "شجار في الزنزانة 99" عام 2017. 

## نشأتها
وُلدت وندسور ونشأت في سانت لويس بولاية ميزوري، وبدأت مسيرتها المهنية في عرض الأزياء في سن الرابعة عشرة بعد أن اكتشفها مصور محلي. اكتسبت شهرة في عالم الأزياء بعد توقيعها مع وكالة أي ام جي موديلز وعرضها أزياء علامات أزياء بارزة مثل برادا وشانيل وفيرساتشي. ظهرت وندسور في العديد من الإصدارات الدولية لمجلات فوغ وإيل وهاربرز بازار، وظهرت في حملات دعائية لعلامات تجارية مثل مايكل كورس وبالمان وإتش آند إم.

## حياتها الشخصية
تزوجت من رجل الأعمال جوناثان باربرا عام 2019، وأنجبا طفلين.

## روابط خارجية
- ديفون وندسور على موقع IMDb (الإنجليزية)
- ديفون وندسور على موقع قاعدة بيانات الفيلم (الإنجليزية)
- ديفون وندسور على موقع دليل عارضات الأزياء (الإنجليزية)
- ديفون وندسور في موديلز.كوم